# Because You're Mine
Because You're Mine (Brasil: Tu És Minha Paixão / Portugal: O Cantor Apaixonado) é um filme norte-americano de 1952, do gênero comédia musical, dirigido por Alexander Hall e estrelado por Mario Lanza e Doretta Morrow.
O filme é um veículo para o tenor Mario Lanza, que contracena com a soprano da Broadway Doretta Morrow (em seu único trabalho para o cinema). Tanto a película quanto a canção título -- indicada ao Oscar -- tiveram grande resposta dos fãs, mas a carreira de Lanza começara a decair: cada vez mais intratável e cheio de si, nenhum estúdio o queria por perto. Ele só faria mais quatro filmes, dois deles na Europa.
Ken Wlaschin considera "Because You're Mine" um de seus melhores trabalhos, apesar de tudo.

## Sinopse
O cantor de ópera Renaldo Rossano é convocado para o Exército. Para a tristeza do Sargento Batterson, ele é tratado como uma celebridade, mesmo de uniforme. Pior: Renaldo começa a namorar sua irmã, Bridget Batterson, recém-chegada da Broadway, onde fez sucesso com The King and I...

## Premiações
| Patrocinador                                  | Prêmio | Categoria              | Situação |
| --------------------------------------------- | ------ | ---------------------- | -------- |
| Academia de Artes e Ciências Cinematográficas | Oscar  | Melhor Canção Original | Indicado |

## Elenco
| Ator/Atriz         | Personagem                    |
| ------------------ | ----------------------------- |
| Mario Lanza        | Renaldo Rossano               |
| Doretta Morrow     | Bridget Batterson             |
| James Whitmore     | Sargento Batterson            |
| Dean Miller        | Ben Jones                     |
| Paula Corday       | Francesca Landers             |
| Jeff Donnell       | Patty Ware                    |
| Spring Byington    | Senhora Edna Montville        |
| Curtis Cooksey     | General Louis Montville       |
| Don Porter         | Capitão Burton Nordell Loring |
| Eduard Franz       | Albert Parkson Foster         |
| Bobby Van          | Artie Pilcer                  |
| Ralph Reed         | Horsey Jackson                |
| Celia Lovsky       | Senhora Rossano               |
| Alexander Steinert | Maestro Paradoni              |